# 홍기주
홍기주(洪基疇, 1893년~1960년)는 감리교 목사 출신 조선민주주의인민공화국의 정치인으로, 광복 이후 민주당 소속으로 활동하며 최고인민회의 대의원을 역임했다. 1960년 이전까지 숙청되었다.